# Фрисман, Ефим Яковлевич
Ефим Яковлевич Фрисман (род. 21 февраля 1948 года) — российский биолог, профессор, доктор биологических наук, член-корреспондент РАН. Директор Института комплексного анализа региональных проблем Дальневосточного отделения Российской академии наук (ИКАРП ДВО РАН).

## Семья
Отец — Фрисман Яков Ефимович, участник Великой Отечественной войны, учитель истории средней школы и занимал различные руководящие должности (директора школы, заведующего районного отдела образования, заместителя заведующего городским отделом образования и др.) в системе народного образования г. Душанбе.
Мать — Майданик Двойра Исааковна работала врачом и занимала должности заведующего отделения и главного врача роддома в г. Душанбе.
Жена — Фрисман Любовь Васильевна, биолог, доктор биологических наук, заведует лабораторией.
Имеет двух сыновей, двух внуков и двух внучек.

## Образование
В 1966 году окончил Физико-математическую школу при Новосибирском государственном университете.
В 1971 году окончил Новосибирский государственный университет (факультет естественных наук).

## Звания и должности
В 1971—2002 годах работал в Институт автоматики и процессов управления ДВНЦ АН СССР, пройдя путь от стажёра-исследователя, последовательно младшего, старшего, ведущего научного сотрудника до заведующего лабораторией математического моделирования экологических систем ИАПУ ДВО РАН.
В 1982 году защитил диссертацию на соискание учёной степени кандидата биологических наук по специальности «Генетика» в Институте цитологии и генетики СО РАН (Новосибирск).
В 1989 году защитил диссертацию «Математическое моделирование динамики численности и оптимальное управление промыслом» на соискание учёной степени доктора биологических наук по специальности «Биофизика» в Институте биофизики СО РАН (г. Красноярск).
В 2011 году избран членом-корреспондентом РАН по специальности «Общая биология».
Является членом редколлегии электронного журнала «Математическая биология и биоинформатика» и научного журнала «Региональные проблемы».
Входит в совет по экономической и социальной политике при губернаторе Еврейской автономной области, в состав Областной комиссии по проведению административной реформы.
Является председателем международной научной конференции «Современные проблемы регионального развития».

## Преподавательская деятельность
С 1971 года занимается преподавательской деятельностью.
В 1992—2002 годах работал профессором на кафедре математического моделирования и информатики ДВГТУ.
С 2002 года по настоящее время — работает профессором на кафедре ВМиМОМ в ПГУ им. Шолом-Алейхема.

## Основные направления и результаты научных исследований
Математическое моделирование динамики популяционных и экологических систем, оптимальное управление и оптимизация эксплуатации. Предложил и обосновал новое объяснение эволюционных и экологических механизмов, приводящих к колебаниям и флюктуациям численности, к неоднородности пространственного распределения экосистем. Исследовал нелинейные эффекты в популяционной динамике промысловых видов, связанные с возрастной структурой популяции и характером промысла. Разработал подробные модели динамики численности популяций конкретных видов животных (северного морского котика, пятнистого оленя, маньчжурской белки, промысловых видов рыб и беспозвоночных) и определил оптимальные стратегии их эксплуатации. Результаты работ были доведены до готовых компьютерных программ и рекомендаций и успешно использовались в Дальзверопроме, отделениях ТИНРО, ВНИИОЗ и других организациях.
Область научных интересов также связана с применением математических методов и современных информационных технологий для анализа и моделирования процессов взаимодействия в региональных природных и производственных системах. Предложил новые подходы к созданию системы моделирования региональных природно-хозяйственных комплексов. Разработал структурную схему информационно-математической модели социально-экономического развития региона. Выделены основные компоненты, предложены базовые модели для описания их динамики. Проведён анализ структуры и характера изменений основных составляющих хозяйственного комплекса Еврейской автономной области. Осуществлена оценка человеческих и материальных активов в регионе. На основе полученной оценки проведены верификация и исследование базовых моделей динамики отдельных компонентов региональной системы, дан предварительный анализ тенденций её развития.